# 防衛技術協会
一般財団法人防衛技術協会（いっぱんざいだんほうじんぼうえいぎじゅつきょうかい）は、日本の一般財団法人。防衛技術開発の啓蒙、防衛基盤の育成・強化及び防衛意識の高揚に寄与することを目的とし、昭和55年（1980年）3月に設立された。理事長は渡辺秀明、本部は東京都文京区。『防衛技術ジャーナル』の発行、防衛技術に関する資料の作成、講演会・シンポジウムの開催等の事業を行っている。公益法人制度改革による一般財団法人への移行前の所管は防衛省管理局開発計画課。

## 防衛技術ジャーナル
本協会が発行する技術雑誌である。協会発足翌年の1981年4月より刊行を開始、1993年7月までは誌名は『防衛技術』であった。
兵頭二十八によれば主たる対象読者は兵器メーカーの研究者と言われているが、大都市の大型書店にも置かれている。初期は海外記事の邦訳が主で国内技術者の手になる記事は少数だったが徐々に比率を増やし湾岸戦争の頃に漸く10割に達した。しかし核爆発による影響やミサイル防衛関係を除き核兵器関連技術に関する掲載は無いに等しいとしており、兵頭は日本の核武装論に対するタブーの影響が一端に表出していることを指摘している。
一方、2011年4月号では「防衛ギジュツ論争！　戦闘車両の装軌式と装輪式をめぐって」という記事が掲載され、その中の対談で現用装備に対する苦言が呈された。清谷信一は通常は国産兵器に対する高評価のバイアスがかかりがちである旨を指摘した上で「この種の雑誌として多少なりとも国産装備に対する批判や批評は珍しい」と評した。